# Route nationale 425
Die Route nationale 425, kurz N 425 oder RN 425, ist eine französische Nationalstraße.

## Aktueller Straßenverlauf
Die aktuelle Nationalstraße stellt eine kurze Verbindungsstraße zwischen den heutigen Nationalstraßen 25 und 17 nördlich von Arras dar. Es handelt sich dabei um die ehemalige N25C – einem Seitenast der N25.

## Historischer Straßenverlauf
Die historische Nationalstraße führte von 1933 bis 1973 in zwei Abschnitten von Saint-Martin nach Entzheim bei Strasbourg. Ihre Gesamtlänge betrug 41,5 Kilometer. 1973 wurde der Nordteil (Goxwiller-Entzheim) in den Straßenverlauf der Nationalstraße 422 zugeschlagen und der Südteil abgestuft. Der Nordteil wurde erst zu einer Schnellstraße – dabei die Orte umlaufend –, dann weiter zur Autobahn ausgebaut. Diese ist heute Teil der A35. Die N425 überquerte den „Col du Kreuzweg“, ein 766 Meter über NN liegender Vogesenpass.

## Seitenäste

### N 425a
Die Route nationale 425A, kurz N 425A oder RN 425A, war ein Seitenast der N 425, der in Mittelbergheim abzweigte und nach einem Kilometer in die Nationalstraße 422 mündete. Seit 1973 wird die Straße als Departementstraße 62 bezeichnet.